# De uitverkorene
De uitverkorene (em Portugal: O Escolhido) é um telefilme neerlandês dirigido por Theu Boermans. Foi exibido originalmente pelo canal VPRO em 25 maio de 2006. O filme é uma livre interpretação da ascensão e queda da empresa de software Baan Corporation.

## Elenco
- Pierre Bokma ... Peter van der Laan
- Kees Prins ... Johan van der Laan
- Tijn Docter ... Steven Kuipers
- Katja Herbers ... Marthe van der Laan
- Monic Hendrickx ... Aleid van der Laan

## Prêmios e indicações
| Ano  | Prêmio                    | Categoria    | Indicação       | Resutado |
| ---- | ------------------------- | ------------ | --------------- | -------- |
| 2006 | Netherlands Film Festival | Melhor Drama | De uitverkorene | Indicado |
| 2007 | International Emmy Awards | Melhor Ator  | Pierre Bokma    | Venceu   |